# Antoni Plichta
Antoni Plichta (ur. 10 stycznia 2000) – polski lekkoatleta specjalizujący się w biegach sprinterskich. 
W 2019 roku został wicemistrzem Europy U20 w biegu na 100 metrów.
Medalista mistrzostw Polski U20. 
Rekord życiowy: bieg na 100 metrów – 10,46 (18 lipca 2019, Borås). 

## Osiągnięcia
| Rok  | Impreza                | Miejsce | Konkurencja             | Pozycja    | Wynik |
| ---- | ---------------------- | ------- | ----------------------- | ---------- | ----- |
| 2019 | Mistrzostwa Europy U20 | Borås   | bieg na 100 metrów      | 2. miejsce | 10,52 |
| 2019 | Mistrzostwa Europy U20 | Borås   | sztafeta 4 x 100 metrów | 4. miejsce | 40,34 |